# گنگ (فیلم ۲۰۰۰)
گنگ (به هندی: Gang) فیلمی محصول سال ۲۰۰۰ و به کارگردانی مظهر خان است. در این فیلم بازیگرانی همچون جکی شروف، نانا پاتیکار، کومار گارو، جاوید جعفری، جوهی چاولا ایفای نقش کرده‌اند.